# Fußwallfahrt Werne–Werl
Die Fußwallfahrt Werne–Werl gehört zum religiösen Brauchtum der Katholiken in Werne an der Lippe. Die Wallfahrt führt von Werne zum Gnadenbild der Gottesmutter der Wallfahrtsbasilika Werl und findet jährlich in der ersten oder letzten Woche der Sommerferien von Freitag bis Sonntag statt.
Auf dem Hinweg beteiligen sich ca. 220 und auf dem Rückweg ca. 140 Pilger.
Die Wallfahrt von Werne nach Werl ist eine der ältesten Werler Wallfahrten und gibt es schon seit 1677.

## Geschichte der Wallfahrt
Die Kapuzinerpatres in Werne gaben die erste Anregung zu einer gemeinsamen Fußwallfahrt von Werne nach Werl, wo ja ihre Mitbrüder das Gnadenbild betreuten. So zogen im Jahre 1677 zum ersten Mal Werner Bürger auf beschwerlichen Feld- und Waldwegen hin zur Gnadenmutter nach Werl. Die Prozession fand alljährlich um Mariä Heimsuchung statt. Alte Flurbezeichnungen in den benachbarten Gemeinden weisen noch heute auf den Weg hin, den die Werner Prozession machte. So wird zum Beispiel in Osterbönen heute noch ein Weg, den seit 275 Jahren die Werner Fußwallfahrer gegangen sind, der „Hilgenweg“ genannt.

## Wallfahrtsweg

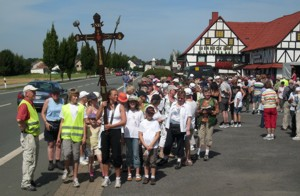
Abmarsch in Hilbeck

Der Wallfahrtsweg führt von Werne a. d. Lippe überwiegend über Wirtschaftswege und wenig befahrene Straßen nach Werl. Der Wallfahrtsweg ist ca. 33 km lang.
Unterwegs werden auf dem Hinweg in Pelkum, Freiske und Hilbeck Erholungspausen eingelegt. Auf dem Rückweg gibt es nur Pausen in Freiske und Pelkum.

## Organisation
Die Wallfahrtsleitung (nennt sich "Wallfahrtsausschuss") führt die gesamte Organisation der Wallfahrt durch und besteht aus ehrenamtlichen Mitgliedern; dem Wallfahrtsleiter und acht weiteren Ausschussmitgliedern.

## Statistik
2008: Hinweg: 276 Teilnehmer, Rückweg: 119 Teilnehmer.

2009: Hinweg: 335 Teilnehmer, Rückweg: 118 Teilnehmer.

## Ausstellung – Preise

### Ausstellung
Anlässlich der 325. Wallfahrt von Werne nach Werl im Jahr 2001 wurde im Karl-Pollender-Stadtmuseum Werne eine Ausstellung über das Kapuzinerkloster Werne und die Fußwallfahrt Werne-Werl gezeigt.
Dabei wurden viele interessante Exponate (u. a. Bücher, Fahnen, Schriften, Fotos, Schriftwechsel, Kollektenbehälter …) dargestellt. Auch der Film vom einmaligen Brückenschlag des THW über die Lippe im Jahre 1997 wurde vorgeführt.

### Kulturpreis
Im Jahre 2001 wurde der Fußwallfahrt Werne-Werl eine besondere Ehrung zuteil. Der Wallfahrtsausschuss erhielt den Kulturpreis der Stadt Werne.
Der Preis wurde vom damaligen Bürgermeister der Stadt Werne, Herrn Wichmann überreicht.

### Dialogpreis
Am 18. Januar 2002 wurde der damalige Treckerfahrer Willi Fleige beim Neujahrsempfang des Diözesankomitees der Katholiken von Bischof Reinhard Lettmann mit dem "Dialogpreis für gute Taten 2002" ausgezeichnet.